# Ellumsyssel
Ellumsyssel var i middelalderen det mellemste syssel i Sønderjylland, beliggende mellem Barvidsyssel (mod nord) og Istedsyssel (mod syd). De 14 jyske sysler havde både politiske, kirkelige og juridiske opgaver, og var underopdelt i herreder.
Ved Genforeningen i 1920 blev den nye dansk-tyske grænse trukket gennem Ellumsyssel, således at langt størsteparten af det tidligere syssel i dag er del af Danmark, mens Kær Herred er forblevet tysk.

## Herreder i Ellumsyssel
- Tønder, Højer og Lø Herred,
- Slogs Herred,
- Rise Herred,
- Lundtoft Herred,
- Nybøl Herred (Sundeved),
- Hviding Herred,
- Kær Herred,
- Sønder Rangstrup Herred (østlige del)